# My First Story
My First Story (Eigenschreibweise MY FIRST STORY) ist eine 2011 gegründete Alternative-Rock-/Post-Hardcore-Band aus Shibuya, Präfektur Tokio, Japan.
Bis Dezember 2022 veröffentlichte die Gruppe sieben Studioalben sowie mehrere DVDs und Singles.

## Bandgeschichte
Gegründet wurde die Gruppe im Jahr 2011 als der Musikproduzent Nori Ōtani, welcher Hiroki durch den Sänger Kei Goto von Pay Money to My Pain kennenlernte, diesen mit dem Gitarristen Shō Tsuchiya bekannt machte. Dieser spielte zu diesem Zeitpunkt in einer anderen Band, die Fromus hieß. Gemeinsam mit seinen Bandkollegen, dem Schlagzeuger Masaki „Masack“ Kojima und dem Bassisten Nobuaki „Nob“ Katō, schloss er sich Moriuchi an. Kurz darauf wurde Teruki „Teru“ Nishizawa als fünftes Mitglied in die Gruppe aufgenommen. Hiro kannte ihn aus der gemeinsamen Zeit an der Oberschule wo beide bereits versuchten, eine Band zu gründen. Der Bandname My First Story stammt von Kei Goto von Pay Money to My Pain.
Am 4. April 2012, knapp acht Monate nach der Bandgründung, erschien das nach der Band betitelte Debütalbum über das japanische Musiklabel Intact Records. Das Musikvideo zur Hauptsingle Second Limit wurde von Maxilla, einem Produktionsteam, welches auch für Gruppen wie Coldrain, SiM, Crossfaith Musikvideos produzierte, realisiert. Nachdem das erste Konzert der Gruppe, welches im Juli 2012 stattfand, komplett ausverkauft war, spielte die Gruppe knapp einen Monat später erstmals auf dem Summer Sonic Festival in Osaka.
Im Februar 2013 erschien mit The Story Is My Life das zweite Studioalbum der Gruppe. Kurz darauf begleitete die Band All Time Low auf deren Japan-Tournee. Eine Woche nach dieser Konzertreise tourte die Gruppe auf ihrer eigenen Tournee durch Japan. Gemeinsam mit den drei Indie-Bands Air Swell, Swanky Dank und Blue Encount starteten My First Story ein Musikprojekt, welches in der Veröffentlichung einer gemeinsamen Split-EP, einer gemeinsamen Konzertreise und einer Videodokumentation gipfelte.
Im Jahr 2014 wurden mehrere Singles veröffentlicht, darunter Fukyagaku Replace, welches im Abspann der Anime-Fernsehserie Nobunaga Concerto zu hören ist. Ende Oktober 2014 erschien mit Kyogen Neurose das nunmehr dritte Album der Gruppe, welches etwas später auf Platz 14 der japanischen Albumcharts einstieg. Ein Jahr später, im Oktober 2015, erklärte Gitarrist Shō Tsuchiya aufgrund persönlichen Gründen zum Jahresende seinen zwischenzeitlichen Ausstieg aus der Band. My First Story wurden 2015 für den MTV Video Music Award Japan in der Kategorie Next Break Artist nominiert. Im März des Jahres 2016 stieg Schlagzeuger Masaki „Masack“ Kojima aus der Gruppe aus und wurde kurze Zeit darauf durch Shōhei „Kid’z“ Sasaki, der zuvor in der Gruppe Loth spielte, am Schlagzeug ersetzt. Die Musiker beschlossen als Quartett weiterzumachen.
Zwischen Juni und Oktober 2016 tourte die Gruppe durch alle 47 Präfekturen Japans. Im gleichen Zeitraum erschien mit Antithese, welches Platz vier der heimischen Musikcharts erreichen konnte, das vierte Album der Gruppe. Das Tourneefinale fand im November im Nippon Budokan statt. Im Jahr 2017 veröffentlichte die Gruppe erneut ausschließlich Singles, darunter die Lieder Smash Out!!, Reviver und Let It Die, die als Titellieder für verschiedener Medien zu hören sind, darunter als Vorspann zum Kinofilm Shinjuku Swan II, zum Videospiel Hortensia Saga und dem gleichnamigen PS4-Spiel.
Im Januar 2018 erschien mit The Premium Symphony ein Best-of-Album, in der bereits früher veröffentlichte Lieder mit der Unterstützung eines Orchesters neu eingespielt wurden. Im April gleichen Jahres trat die Band als Vorgruppe für Fall Out Boy auf, die im Rahmen ihrer MANIA-Tournee im Nippon Budokan spielten. Gemeinsam mit der Singer-Songwriterin Sayuri erarbeitete die Gruppe das Lied Reimei, welches im Vorspann der zweiten Staffel des Anime zu Golden Kamuy zu hören ist. Die Gruppe coverte zudem Sayuris Debütsingle Mikazuki, welches als B-Seite auf Reimei zu hören ist. Im Oktober erschien mit S•S•S das fünfte Album der Band. Im August 2019 spielten My First Story nach 2012, 2015 und 2018 bereits zum vierten Mal auf dem Super Sonic Festival. Im August der Jahre 2020 und 2022 veröffentlichte die Band mit V und X die Alben sechs und sieben.

## Diskografie

### Studioalben
| Jahr | Titel Musiklabel                             | Höchstplatzierung, Gesamtwochen, AuszeichnungChartsChartplatzierungen (Jahr, Titel, Musiklabel, Platzierungen, Wochen, Auszeichnungen, Anmerkungen) | Anmerkungen                            |
| Jahr | Titel Musiklabel                             | JP | Anmerkungen                            |
| ---- | -------------------------------------------- | --- | -------------------------------------- |
| 2012 | My First Story Intact Records                | JP26 (15 Wo.)JP | Erstveröffentlichung: 4. April 2012    |
| 2013 | The Story Is My Life Intact Records          | JP15 (7 Wo.)JP | Erstveröffentlichung: 6. Februar 2013  |
| 2014 | Kyogen Neurose (虚言 Neurose) Intact Records | JP14 (10 Wo.)JP | Erstveröffentlichung: 29. Oktober 2014 |
| 2016 | Antithese Intact Records                     | JP4 (21 Wo.)JP | Erstveröffentlichung: 26. Juni 2016    |
| 2018 | S·S·S Intact Records                         | JP4 (20 Wo.)JP | Erstveröffentlichung: 17. Oktober 2018 |
| 2020 | V Intact Records                             | JP2 (10 Wo.)JP | Erstveröffentlichung: 12. August 2020  |
| 2024 | The Crown Intact Records                     | JP12 (6 Wo.)JP | Erstveröffentlichung: 8. Mai 2024      |

### Kompilationen
| Jahr | Titel Musiklabel                    | Höchstplatzierung, Gesamtwochen, AuszeichnungChartsChartplatzierungen (Jahr, Titel, Musiklabel, Platzierungen, Wochen, Auszeichnungen, Anmerkungen) | Anmerkungen                             |
| Jahr | Titel Musiklabel                    | JP | Anmerkungen                             |
| ---- | ----------------------------------- | --- | --------------------------------------- |
| 2017 | All Lead Tracks Intact Records      | JP6 (10 Wo.)JP | Erstveröffentlichung: 19. Juli 2017     |
| 2017 | All Secret Tracks Intact Records    | JP22 (9 Wo.)JP | Erstveröffentlichung: 13. Dezember 2017 |
| 2018 | The Premium Symphony Intact Records | JP24 (4 Wo.)JP | Erstveröffentlichung: 28. März 2018     |
| 2019 | The Plugless Intact Records         | JP20 (4 Wo.)JP | Erstveröffentlichung: 3. Juli 2019      |
| 2020 | Sleeping Intact Records             | — | Erstveröffentlichung: 8. Juli 2020      |
| 2020 | BGM Intact Records                  | — | Erstveröffentlichung: 8. Juli 2020      |
| 2022 | X Intact Records                    | JP6 (12 Wo.)JP | Erstveröffentlichung: 24. August 2022   |

### Singles
| Jahr | Titel Album                                    | Höchstplatzierung, Gesamtwochen, AuszeichnungChartsChartplatzierungen (Jahr, Titel, Album, Platzierungen, Wochen, Auszeichnungen, Anmerkungen) | Anmerkungen                                 | [↑]: gemeinsam behandelt mit vorhergehendem Eintrag; [←]: in beiden Charts platziert |
| Jahr | Titel Album                                    | JP | Anmerkungen                                 |                                                                                      |
| ---- | ---------------------------------------------- | --- | ------------------------------------------- | ------------------------------------------------------------------------------------ |
| 2013 | Saishūkai Story (最終回 Story) –               | JP15 (7 Wo.)JP | Erstveröffentlichung: 3. Juli 2013          |                                                                                      |
| 2014 | Black Rail Kyogen Neurose                      | JP18 (5 Wo.)JP | Erstveröffentlichung: 16. Juli 2014         |                                                                                      |
| 2014 | Fukyagaku Replace (不可逆リプレイス) Antithese | JP15 (8 Wo.)JP | Erstveröffentlichung: 24. September 2014    |                                                                                      |
| 2015 | Alone Antithese                                | JP15 (11 Wo.)JP | Erstveröffentlichung: 5. August 2015        |                                                                                      |
| 2016 | We’re Just Waiting 4 You –                     | — | Erstveröffentlichung: 18. November 2016     |                                                                                      |
| 2017 | Merry Christmas –                              | — | Erstveröffentlichung: 23. Dezember 2017     |                                                                                      |
| 2018 | Accident S·S·S                                 | JP15 (5 Wo.)JP | Erstveröffentlichung: 11. Juli 2018         |                                                                                      |
| 2019 | Mukoku (無告) V                                | JP16 (8 Wo.)JP | Erstveröffentlichung: 14. August 2019       |                                                                                      |
| 2019 | Identity (アイデンティティー) V                | — | Erstveröffentlichung: 2019                  |                                                                                      |
| 2020 | 1,000,000 Times (feat. Chelly of Egoist) V     | JP8 (8 Wo.)JP | Erstveröffentlichung: 1. Juli 2020          |                                                                                      |
| 2021 | Leader –                                       | — | Erstveröffentlichung: 2021                  |                                                                                      |
| 2021 | Kokuhaku (告白) –                              | JP22 (6 Wo.)JP | Erstveröffentlichung: 14. Juli 2021         |                                                                                      |
| 2021 | I’m a Mess –                                   | — | Erstveröffentlichung: 2021                  |                                                                                      |
| 2021 | Paradox X                                      | — | Erstveröffentlichung: 2021                  |                                                                                      |
| 2022 | Memories X                                     | — | Erstveröffentlichung: 2022                  |                                                                                      |
| 2023 | Two Billion Light-Year Love (二十億光年の恋) – | — | Erstveröffentlichung: 2023                  |                                                                                      |
| 2023 | Listen –                                       | — | Erstveröffentlichung: 2023                  |                                                                                      |
| 2023 | Halzion (ハルジオン) –                         | — | Erstveröffentlichung: 2023                  |                                                                                      |
| 2023 | Ambience (アンビシャス) –                      | — | Erstveröffentlichung: 2023                  |                                                                                      |
| 2023 | Tokyo Midnight (東京ミッドナイト) –            | — | Erstveröffentlichung: 2023                  |                                                                                      |
| 2023 | Merry Go Round (メリーゴーラン) –              | — | Erstveröffentlichung: 2023                  |                                                                                      |
| 2023 | Crazy Beautiful Night –                        | — | Erstveröffentlichung: 2023                  |                                                                                      |
| 2023 | I Don’t Wanna Be –                             | — | Erstveröffentlichung: 2023                  |                                                                                      |
| 2023 | Mirage (蜃気楼) –                              | — | Erstveröffentlichung: 2023                  |                                                                                      |
| 2023 | Ashen –                                        | — | Erstveröffentlichung: 2023                  |                                                                                      |
| 2023 | Boyfriend –                                    | — | Erstveröffentlichung: 2023                  |                                                                                      |
| 2024 | Mugen (夢幻) –                                 | JP6 Gold (Digital) + Gold (Streaming) · (18 Wo.)JP                                                                                             | Erstveröffentlichung: 13. Mai 2024 mit Hyde |                                                                                      |
| 2024 | Tokoshie (トコシエ) –[JP: ↑]                   | JP6 Gold (Digital) + Gold (Streaming) · (18 Wo.)JP                                                                                             | Erstveröffentlichung: 13. Mai 2024 mit Hyde |                                                                                      |